# The Dormant Power
The Dormant Power er en amerikansk stumfilm fra 1917 af Travers Vale.

## Medvirkende
- Ethel Clayton som Christine Brent.
- Joseph Herbert som James Brent.
- Edward Langford som Carl Randolph.
- Montagu Love som Maurice Maxwell.
- Muriel Ostriche som Metta.